# Женщина в исламе
Женщина в исламе — положение женщины в мусульманском обществе, а также система правил и норм, регулирующих взаимодействие женщины с социальными институтами.
Положение женщины в исламе — традиционный пункт критики социального устройства мусульманского общества. Шариат (исламское право) предусматривает значительные различия ролей мужчины и женщины в области прав и обязанностей. Различия выражаются в вопросах брака, развода, юридического статуса, одежды и образования.

## Исторический фон

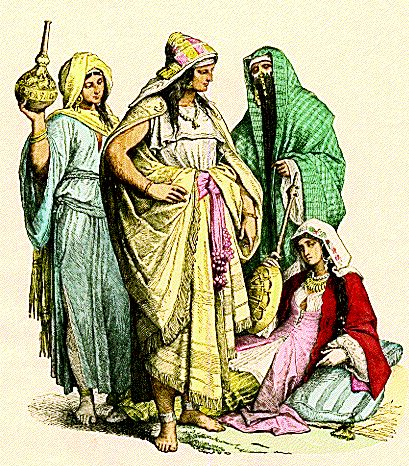
Традиционная одежда арабских женщин IV—VI вв.

Для оценки влияния ислама на положение женщин необходимо рассмотреть статус женщины в доисламской Аравии. Положение женщин в то время оставляло желать лучшего. Есть данные об умерщвлении родителями новорождённых девочек по причине бедности.
Ислам изменил структуру арабского общества, реформировал гендерные роли. Согласно исследованиям профессора Уильяма Монтгомери, ислам улучшил положение женщин, дал им права. Некоторые исследователи утверждают, что женщины, согласно исламу, имели больше прав, чем в некоторых западных странах до XX века. Например, ограничение правоспособности женщин в соответствии с французским правом было устранено только в 1965 году. Ной Фильдман, профессор права Гарвардского университета, отмечает:
Когда англичане применяли своё право в отношении мусульман, как это было в некоторых колониях, результат был один — лишить женщину тех прав, которые исламские законы ей даровали. Вряд ли это можно назвать прогрессом в направлении достижения равенства полов.
Оксфордский словарь указывает на общее улучшение положения женщин после появления ислама, отмечая признание полноценности личности женщины.
По исламу брак рассматривается как «договор», в котором согласие женщины являлось обязательным. Женщины получили право наследования, которое раньше, до распространения ислама, давалось только родственникам мужского пола. Аннемари Шиммель говорит, что, «по сравнению с доисламским периодом, изменение положения женщины, согласно исламскому законодательству, означало огромный прогресс; женщина имела право в соответствии с законом управлять своим богатством».
Уильям Монтгомери говорит, что Мухаммада в историческом контексте своего времени можно рассматривать как фигуру, которая действовала в интересах прав женщин и значительно улучшила их положение предоставлением основных правовых гарантий.
Джон Эспозито отмечает, что «Мухаммад предоставил женщинам права и привилегии в сфере семейной жизни, брака, образования и экономических связей. Права, которые помогли повысить статус женщины в обществе».
Но тем не менее, положение женщин в исламе в целом соответствовало не идеалам Корана, а преобладающим патриархальным культурным нормам.

## Священные тексты про различные стороны жизни исламской женщины
Исламская доктрина относится к женщинам двойственным образом. Есть строфы, восхваляющие матерей выше всех мужчин, а также строфы, в которых говорится, что в Судный день женщин и мужчин будут судить равным образом. В то же время бывший профессор физики, ставший жёстким критиком ислама Билл Уорнер утверждает, что 71 % Корана говорит, что у женщины низшее положение по сравнению с мужчиной, а в исследованных им хадисах 91 % текста говорит, что у женщины низшее положение по сравнению с мужчиной.

### Гендерные роли
Коран гласит: «Мужчины являются попечителями женщин, поэтому Аллах дал одним из них преимущество перед другими и потому, что они расходуют из своего имущества».
Согласно мусульманской традиции, жена полностью подчинена мужу. Основная роль женщины сводится к семье, воспроизводству потомства и уходу за детьми, в то время как роль мужчины заключена в финансовой поддержке семьи.

### Хиджаб и свобода

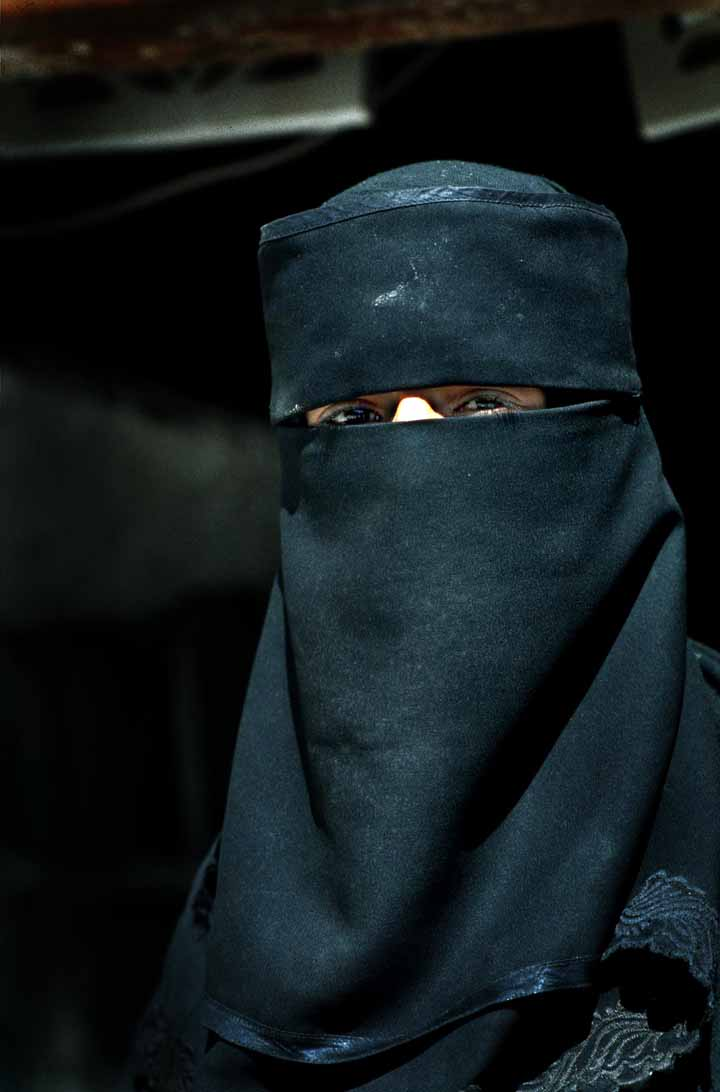
Женщина в никабе, Йемен

В Коране 24:31 сказано: «Скажи верующим женщинам, чтобы они опускали свои взоры и оберегали свои половые органы. Пусть они не выставляют напоказ своих прикрас, за исключением тех, которые видны, и пусть прикрывают своими покрывалами вырез на груди и не показывают своей красы никому, кроме своих мужей или своих отцов, или своих свёкров, или своих сыновей, или сыновей своих мужей, или своих братьев, или сыновей своих братьев, или сыновей своих сестёр, или своих женщин, или невольников, которыми овладели их десницы, или слуг из числа мужчин, лишённых вожделения, или детей, которые не постигли наготы женщин; и пусть они не стучат своими ногами, давая знать об украшениях, которые они скрывают. О верующие! Обращайтесь к Аллаху с покаянием все вместе, — быть может, вы преуспеете».
Этот отрывок считается обоснованием для требования носить хиджаб.
Визуально женщину-немусульманку (см. кафир) можно отличить по отсутствию хиджаба. В этом случае она может подвергаться оскорблениям: 
Коран 33:59: «О Пророк! Скажи твоим женам, твоим дочерям и женщинам верующих мужчин, чтобы они опускали на себя (или сближали на себе) свои покрывала. Так их будут легче узнавать и не подвергнут оскорблениям. Аллах – Прощающий, Милосердный.»

### Образование
Женщины сыграли важную роль в основании многих исламских учебных заведений, как например Фатима аль-Фихри в основании университета Аль-Карауин в 859 году. По свидетельству Ибн Асакира, жившего в XII веке, существовали большие возможности для образования женщин в исламском мире. Он писал, что женщины могли учиться, достигать академических степеней, а также квалифицироваться как учёные и преподаватели. Женщины в исламском мире были вдохновлены примерами жён пророка Мухаммеда — Хадиджи, которая была успешным предпринимателем и Айши, известной учёной в области хадисов. Приводится история о том, как Мухаммед похвалил женщин Медины за их стремление к религиозным знаниям, которым «скромность не помешала узнать о своей вере». Хотя не было никаких правовых ограничений на женское образование, некоторые мужчины не одобряли эту практику, как например Мухаммад ибн аль-Хадж (ум. 1336 году), который был недоволен поведением некоторых женщин во время своих лекций. В XV веке аль-Шакхави посвящает весь свой двенадцатитомный биографический словарь женщинам-учёным; словарь содержит информацию о 1075 из них.

### Финансовые вопросы
Ислам даёт женщинам право на личное имущество. По причине отсутствия у женщин финансовых обязательств (по содержанию семьи, например), некоторых финансовых прав у мужчины больше. Однако мусульманские женщины исторически имели право собственности. Ислам разрешает женщинам работать при соблюдении определённых условий, например, женщина не может оставаться наедине с мужчинами. Её работа не должна мешать более важным вещам, например заботе о детях. Предпочтительно, чтобы в женских учебных заведениях, спортивных центрах работали женщины, нежели мужчины. Некоторые исламские школы не дают женщине право занять должность судьи. Другие (ханафитский мазхаб) говорят о запрете только на уголовный суд и разрешают вести гражданские дела. Эти ограничения в правах связывают с желанием оградить женщину от бремени рассмотрения жестоких криминальных дел.
На современном этапе в некоторых мусульманских странах, например, Египте и Марокко, остаётся дискриминация в области образования и работы. Структура занятости в мусульманском мире различна: 16 % пакистанских женщин экономически активны. В Индонезии этот показатель — 52 %. Заработанные женщиной средства должны считаться её личной собственностью, которой она может распоряжаться по своему усмотрению, в то время как мужчинам предписано тратить заработанное на семью.

#### Женская занятость
В исламском халифате женщины активно участвовали в экономической деятельности. Женщины работали в широком диапазоне различных профессий, во всех секторах экономики. Уникальной особенностью больниц была огромная роль сотрудниц-женщин. В XII веке Ибн Рушд утверждал, что женщины равны с мужчинами во всех отношениях и обладают равными возможностями. Тем не менее, в большинстве стран мусульманского мира имеет место так называемая половая сегрегация в общественно-производственной сфере, которая проявляется в разделении профессий на «мужские» и «женские», при более низком уровне занятости и образования женщин по сравнению с мужчинами. Причина этого явления косвенно обусловлена поведенческими моделями, продиктованными некоторыми предписаниями исламской религии. Например, характерная для мусульманских семей многодетность, которая имеет непосредственное отношение к запрету прерывания беременности, является объективным препятствием для продвижения женщин по карьерной лестнице. Многодетная семья, выступающая в исламской традиции как некий эталон, служит для многих мусульманских женщин ориентиром, в соответствии с которым они строят свою жизнь и выбирают профессии.
По мнению суннитского богослова Абдул-Азиза ат-Тарифи «Ислам обязал мужчину, даже если он бедный, содержать женщину, даже если она богатая. Зарабатывание для мужчины обязательно, а для женщины же это является дозволенным, и их равенство в работе, является нарушением шариата и естества»[значимость факта?].

### Правовые вопросы
В Коране сказано: «Если не будет двух мужчин, то одного мужчину и двух женщин, которых вы согласны признать свидетелями, и если одна из них ошибется, то другая напомнит ей» (2:282)
Ибн Кясир сказал: «Две женщины вместо одного мужчины, потому что женщины имеют недостатки, как передано Муслимом в сахихе от Абу Хурайры, что Мухаммад сказал: „О женщины, раздавайте милостыню и просите прощения много, потому что я видел, что вы большинство обитателей ада“. Мудрая женщина среди них спросила: „Почему, о Посланник Аллаха, мы составляем большинство обитателей ада?“ Он ответил: „Потому что проклинаете много, и вы неблагодарны своим супругам. Я не видел кого-либо кто имел бы недостаток в уме и религии, и в то же время отнимающих рассудок у умных, кроме вас“. Женщина спросила: „О Посланник Аллаха, а в чём у нас недостаток в уме и в религии?“ Он ответил: „Недостаток в уме — это то, что свидетельство двух из вас равняется свидетельству одного мужчины, и это доказательство недостатка в уме, а свидетельство о недостатке религии — это то, что вы проводите некоторые ночи (и дни) не молясь, и в месяц Рамадан (в течение дней) вы не поститесь“».

#### Убийства чести
По словам профессора права Фельдмана, «Ислам осуждает убийства чести, которые все ещё встречаются в некоторых странах Ближнего Востока». Убийствами чести называют убийства, почти исключительно женщин, которые «позорят» членов своей семьи (рода). Такие убийства, хотя и распространены в некоторых мусульманских странах, встречаются и в других странах. Некоторые мусульманские учёные утверждают, что эти убийства являются лишь частью традиции, которая не имеет с исламом ничего общего.
Организация защиты прав иранских и курдских женщин опубликовала отчёт, согласно которому в 2010 году 2829 молодых британских мусульманок были избиты, изувечены, облиты кислотой, похищены или убиты. В основном, это женщины родом из Пакистана, Индии и Бангладеш. Речь идёт о сопротивлении насильственным бракам, заключённым семьями. Нападают и на женщин, у которых появился интимный друг, на изнасилованных женщин, а также на тех, кто просто осмеливается первой заговорить с мужчиной или проявляет склонность к однополой любви. В Британии создано специальное подразделение по борьбе с «защитниками семейной чести».

#### Насилие в семье
Ислам разрешает бить жену в том случае, когда она ослушивается мужа и не повинуется ему без уважительной причины.

Мужья — попечители [своих] жен, поскольку Аллах дал одним людям преимущество перед другими и поскольку мужья расходуют [на содержание жен] средства из своего имущества. Добродетельные женщины преданы [своим мужьям] и хранят честь, которую Аллах велел беречь. А тех жен, в верности которых вы не уверены, [сначала] увещевайте, [потом] избегайте их на супружеском ложе и, [наконец], побивайте. Если же они повинуются вам, то не обижайте их. Воистину, Аллах - возвышен, велик—  4:34 (Османов)
- «Не следует спрашивать мужчину о том, за что он побил свою жену»[27].
- «Худшие из вас бьют своих жён»[28].
- «Придерживайтесь богобоязненности по отношению к женщинам. Поистине, Аллах доверил их вам, разрешил иметь с ними близость. Они не должны позволять садиться на ваши ложи тем, кто вам не нравится. Если они сделают это, то бейте их, но не жестоко. Вы обязаны хорошо кормить и одевать их»[29].
- «Никто из вас не должен побивать свою жену, как побивают раба, а потом, в конце дня, иметь с ней половое сношение»[30].

### Брак и семья

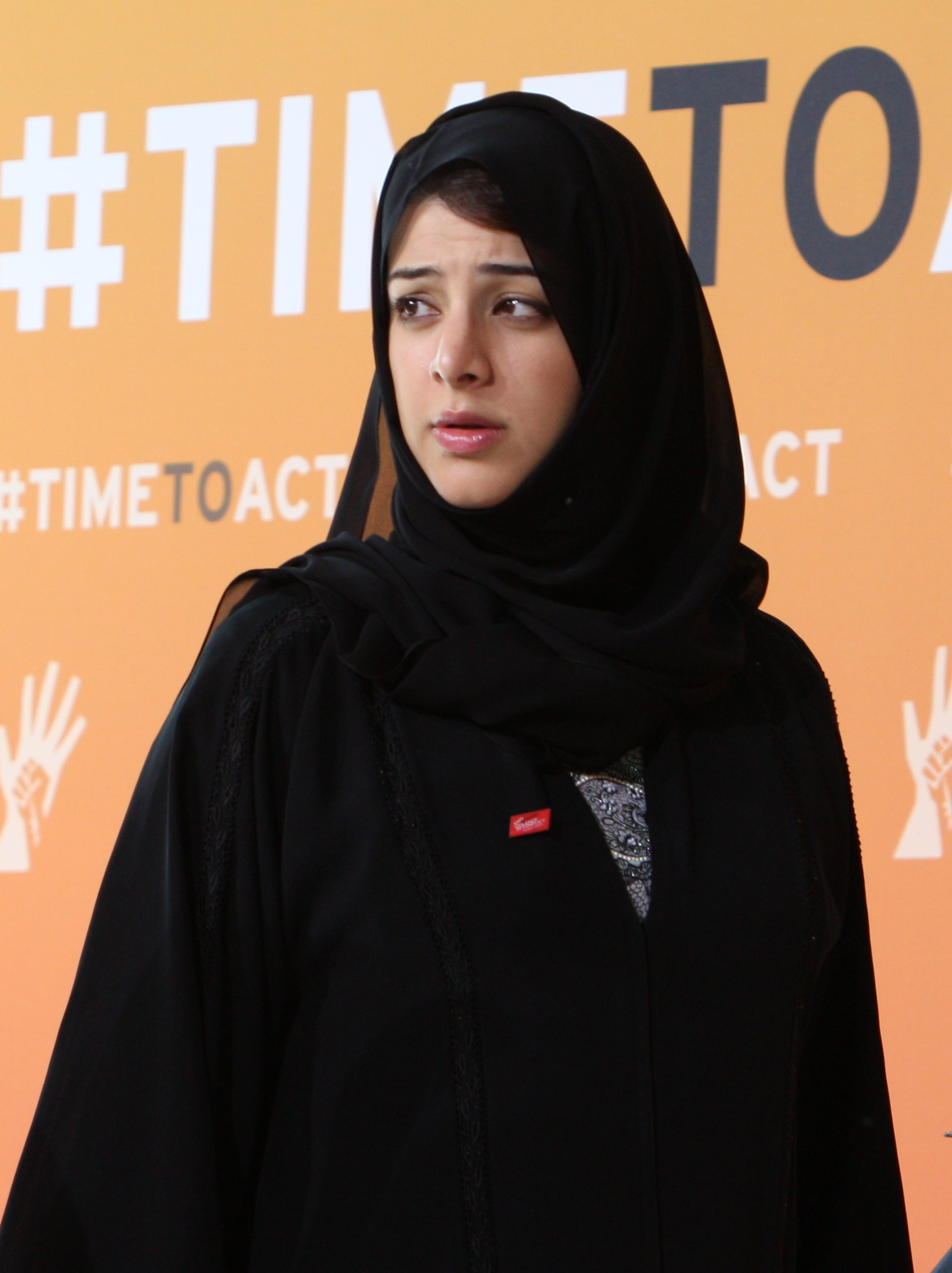
Женщина в хиджабе

В соответствии с исламом брак не может быть принудительным. Мусульманки могут вступить в брак только с мусульманином. Мусульмане объясняют это тем, что мужчина-немусульманин как глава семьи может дать дурной пример детям. Если муж — иноверец, а жена мусульманка, то скорее всего дети перестанут быть мусульманами и будут воспитаны в иноверческой традиции.
С другой стороны, Коран позволяет мужчинам-мусульманам брать в жены женщин из числа «людей Писания» (христианок и иудеек), хоть это и является предосудительным, но не запрещено. При этом есть некоторые оговорки. Многие исламские учёные — преимущественно теологи ханафитского мазхаба — высказывают мнение, что межконфессиональный брак в неисламской стране является харамом (грехом).
Мужчинам разрешено иметь до четырёх жён. По мнению некоторых исламских богословов, женщина имеет право прописать в контракте условие, по которому мужу запрещается брать вторую и последующую жену без её согласия.
- «На женщине женятся из-за четырёх причин: её богатства, её происхождения, её красоты и её набожности; руководствуясь последним, ты преуспеешь»[34].

#### Брачный контракт
Брачный контракт представляет собой договор, по которому каждый из супругов с момента вступления в брак возлагает на себя определённые обязательства, за которые он несёт ответственность.
Наиболее важными нормами брачного контракта являются:
1. устойчивость супружества и выполнение каждым из супругов условий контракта. Установление наследства между двумя сторонами. Каждому супругу разрешается наслаждаться друг с другом.
2. мужчина обязан, несмотря на контракт:
- выплатить свадебный подарок (махр).
- возложить на себя содержание жены во всех его формах (пища, одежда, жилье и другое).

3. на жену возлагается:
- утвердить за мужем право на её воспитание, поскольку муж является главой семьи.
- подчинение мужу во всем. Жена должна быть привязанной к его дому. Поэтому, если нет необходимости, она не должна выходить из дому без разрешения мужа.
- ей нельзя запрещать мужу наслаждаться ею, если нет весомой причины, например, месячные кровотечения.

#### Семейная жизнь
Коран считает любовь между мужчиной и женщиной знамением Бога. Ислам выступает за гармоничные отношения между мужем и женой. Оба должны стремиться удовлетворить сексуальные и другие потребности друг друга. Ислам призывает мужей проявлять доброту к женам, а жен — быть послушными своим мужьям. В Коране поощряется стремление к взаимному соглашению в семейных спорах.

### Женщины в религиозной жизни
В исламе не существует разницы между мужчинами и женщинами в отношении к Богу. Они получают одинаковую награду или наказание за свои поступки.
А кто совершает праведные дела,  будучи верующим, будь то мужчина или женщина, то он войдет в Рай
В некоторых мусульманских странах женщины имеют свободный доступ в мечеть, в других — нет. Имамом может стать только мужчина, однако женщина может быть имамом (предводителем на молитве) перед другими женщинами. Во многих регионах мусульманского мира женщины имеют возможность реализовать себя в религиозной сфере в качестве учителей-наставниц, которые обучают детей и женщин на дому или в специальных школах чтению коранических текстов на арабском языке и элементарным, «бытовым», молитвам. В Средней Азии их называют отун, биби-отун, отынча и др., и их статус приравнивается к статусу муллы. Для большинства же мусульманок, особенно в тех странах, где они лишены возможности посещать мечеть, местом для моления и общения с Аллахом, совершения религиозных обрядов, реализации своих духовных потребностей служат святые места (в Средней Азии их обычно называют мазарами), куда они совершают коллективные или индивидуальные паломничества в дни религиозных и семейных праздников, и в любые другие дни, когда возникает потребность в общении с Аллахом.

## Права женщин в исламских странах
В большинстве стран исламского мира права женщин нарушаются.
- Египет:
  - исламская женщина не может выйти замуж за неисламского мужчину без обвинений в вероотступничестве, рождённые в таком браке дети должны находиться под опекой мужчины-мусульманина
  - 83 %[40] женщин подвергаются сексуальным домогательствам. В целях повышения безопасности правительство выделило женщинам отдельные вагоны метро, автобусы и женские такси[41]
  - 87 % женщин подвергается женскому обрезанию[42]
- Ирак:
  - Женщине необходимо разрешение родственника-мужчины, чтобы получить паспорт
  - В соответствии со статьёй 409 наказания за убийства чести мягче, чем за другие виды убийств
- Саудовская Аравия
  - Женщины не имеют права водить автомобиль без разрешения мужчин[43]
  - Без разрешения мужчины женщина не может выйти замуж, путешествовать, лечиться и получать образование
  - Чтобы доказать факт изнасилования, женщина должна привести четырёх мужчин — свидетелей процесса, при этом ей самой может быть вменён акт прелюбодеяния
  - В 2012 году женщинам было дано право работать на «женских» работах
- Сирия
  - Зарегистрировано более миллиона женщин-беженцев
  - Зафиксированы случаи браков с 12-летними девочками
- Йемен
  - 90 %[40] женщин подвергаются сексуальным домогательствам
  - В больницы обращаются женщины с травмами от изнасилований, однако редко кто из них обращается в полицию[источник не указан 1349 дней]
  - Только 36 % родов проходит с акушерской помощью
- Судан
  - 12,1 млн женщин перенесли женское обрезание
  - Брачный возраст для девочек установлен в 10 лет
  - 68 %[44] женщин грамотны (83 % мужчин грамотны)
- Ливан
  - Первая женщина в политике появилась в 2004 году
  - Дети от мужа-иностранца не получают гражданства
- Палестина
  - Первый раз женщины голосовали в 1996 году
  - На восточном берегу возраст замужества составляет 15 лет, в Секторе Газа — 17 лет.
  - В 2011 году 51 % женщин были жертвами бытового насилия
- Сомали
  - За женщину полагается в половину меньшая дия (вира), чем за мужчину
  - 1,2 % женщин погибает в родах
  - Женщины имеют 25 %[45] мест в парламенте
- Джибути
  - Первое избрание женщины в парламент состоялось в 2003 году, женщины имеют 11 % мест[источник не указан 1349 дней]
  - Нет законов против сексуального домогательства
  - 93 % женщин перенесли женское обрезание
- Бахрейн
  - Слова женщины как свидетеля учитываются в два раза меньше, чем слова мужчины
  - Женщины получили политические права в 2002 году
  - Минимальный возраст замужества для девочек составляет 15 лет
  - 30 % женщин были жертвами бытового насилия
- Мавритания
  - Имеется 20 % квота на женское представительство в политике
  - В случае повторного замужества женщина может потерять опеку над детьми от предыдущего брака
  - 66 %[42] женщин подвергаются женскому обрезанию
- ОАЭ
  - В 2008 году женщинам стало разрешено становиться судьями
  - Женщинам запрещено выходить замуж за иноверцев
  - Слова женщины как свидетеля учитываются в два раза меньше, чем слова мужчины
  - Родившая вне брака женщина может быть депортирована
  - Женщине сложно доказать факт изнасилования, причём сама она может преследоваться за прелюбодеяние
  - 14 % женщин работает
- Ливия
  - 99 % жертв бытового насилия отзывает свои заявления[источник не указан 1349 дней]
- Марокко
  - 10 % браков заключается с женщинами до 18 лет
  - Статья 496 уголовного кодекса касается женщин, которые уходят от своих мужей
  - За первый квартал 2008 года зафиксировано 17 тысяч случаев насилия против женщин, из них в 78,8 % случаев предполагаемым преступником были мужья
- Алжир
  - 14 октября 2012 года введено наказание за сексуальное домогательство
  - С 2015 года запрещено домашнее насилие[46][47]
- Тунис
  - В 2009 году неисламским женщинам было дано право наследовать у исламских мужей
  - Первое дело о бытовом насилии было открыто 10 декабря 2012 года
  - В 2002 году женщины получили право оформлять гражданство своим иностранным мужьям и рождённым за границей детям
- Катар
  - Женщина может получить водительские права только с согласия мужа
  - Около 100 женщин-эмигрантов в год преследуются за внебрачных детей
  - При изнасиловании женщина может оказаться виновной во внебрачной связи[48]
- Иордания
  - Мужья-иностранцы и их дети не получают гражданства
  - В 2003 году женщины получили возможность получать паспорт без согласия мужа
  - 17 % имущества принадлежит женщинам
- Кувейт
  - Женщины могут вступать в брак с 15, мужчины с 17
  - Избирательные права женщины получили с 2005 года
- Оман
  - Женщины в парламенте имеют 2,3 % мест[49]
  - Женщины могут наследовать в два раза меньше, чем мужчины
  - Нет законов против женского обрезания
  - Мужчина может разводиться по желанию, женщина имеет ограниченный список из 8 причин для развода
  - 29 % взрослых женщин работают
- Коморы
  - Женщины в парламенте имеют 17 % мест[50]
  - В случае развода женщины обычно получают недвижимость
  - 35 % взрослых женщин работает
- Афганистан
  - Практикуется баад, искупление вины передачей дочери в качестве компенсации.

## Известные женщины в исламе

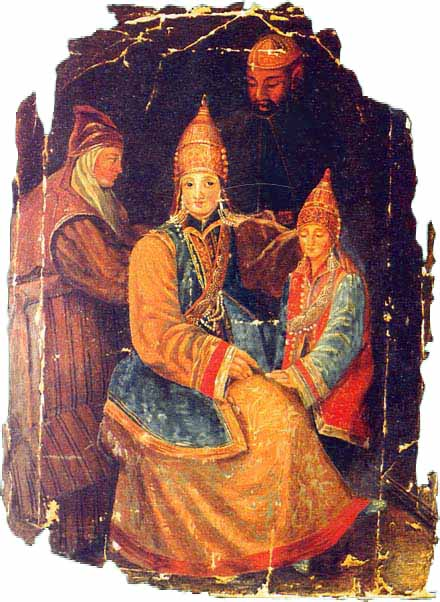
Ханша Сююмбике с сыном

- Хава (Ева) — первая женщина, жена пророка Адама.
- Асия — жена фараона, воспитавшая пророка Мусу (Моисея).
- Балькис — имя царицы Савской.
- Марьям (Мария) — мать пророка Исы (Иисуса).
- Хадиджа — первая и любимейшая жена пророка Мухаммеда, которая первой из всех людей приняла ислам от него.
- Аиша — третья жена пророка Мухаммеда, которая по количеству переданных достоверных хадисов стоит на третьем месте после Абу Хурайры и Ибн Умара.
- Фатима Захра — «предводительница женщин Рая», дочь пророка Мухаммеда и жена четвёртого праведного халифа Али ибн Абу Талиба.
- Сумайя — сподвижница пророка Мухаммеда, которая была казнена за принятие ислама[51].

### Женщины в политике

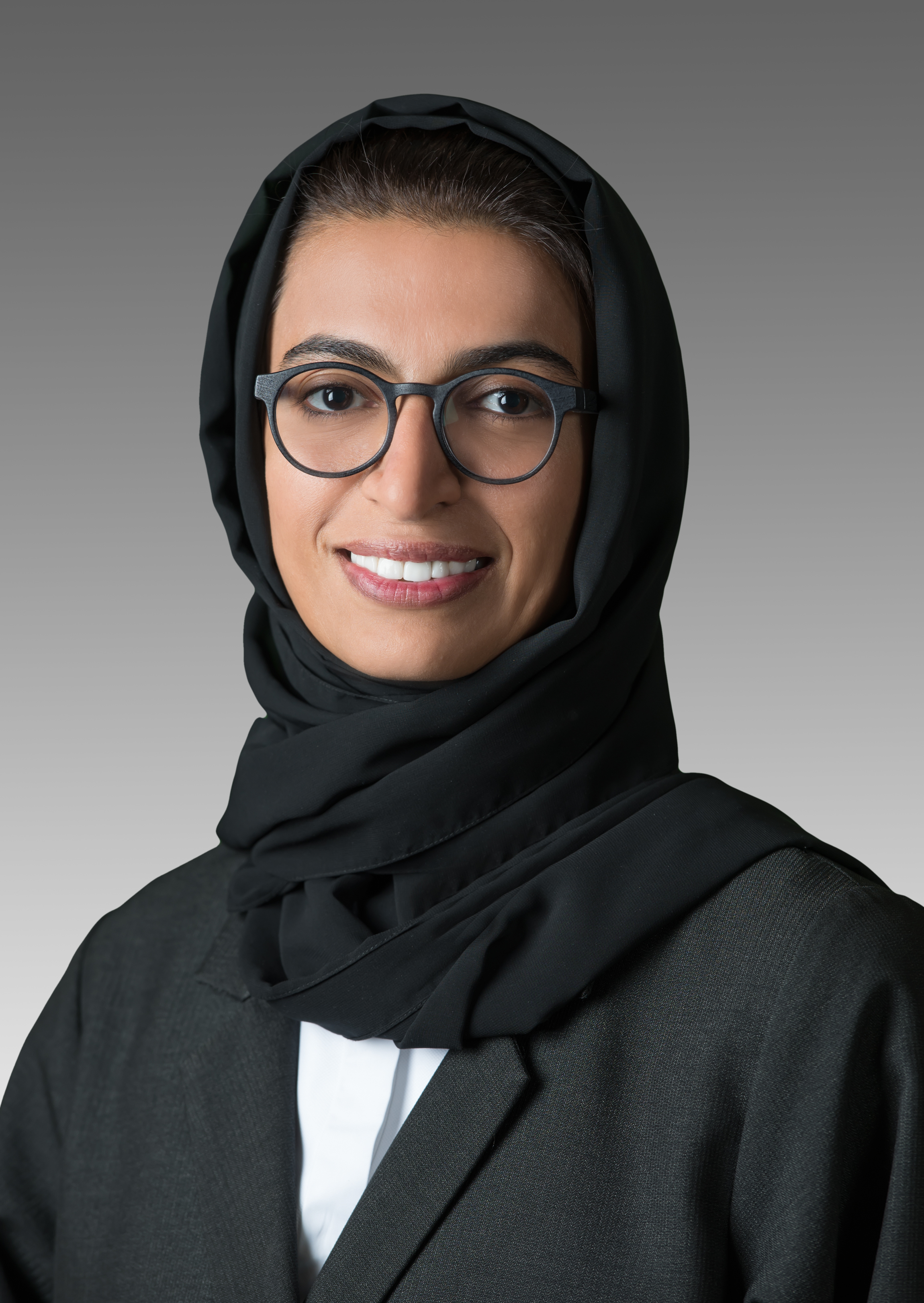
Нура Аль-Кааби, действующий министр культуры и молодёжи и член кабинета министров Объединённых Арабских Эмиратов

Мусульманки на всём протяжении истории нередко становились во главе исламских государств. Так, Малика Асма и Малика Арва из шиитской династии Сулайхидов непрерывно правили Йеменом с 1087 по 1138 год, а период женского султаната в Османской империи длился без малого 130 лет.
Уже в новейшее время женщины избирались на президентские и премьерские посты Индонезии (Мегавати Сукарнопутри), Пакистана (Беназир Бхутто), Турции (Тансу Чиллер) и Бангладеш (Халеда Зиа, Шейх Хасина). Тем не менее, некоторые наиболее консервативные богословы продолжают выступать против вмешательства женщин в политику.
В частности, три из четырёх стран, где женщины ограничены в избирательном праве, являются мусульманскими странами (за исключением Ватикана). В Ливане женщины могут голосовать только при наличии свидетельства начального образования при уровне грамотности в 82,2 %. В ОАЭ и Брунее женщина ограничена в голосовании наряду с мужчиной. В некоторых мусульманских странах право на голоса женщины получили сравнительно недавно: в 1974 году в ― Иордании, в 1980 году ― в Ираке, в 2002 году ― в Бахрейне, в 2003 году ― в Омане, в 2006 году ― в ОАЭ, в 2011 году ― в Саудовской Аравии. самыми первыми мусульманскими странами, где было учреждено женское избирательное право стали: Азербайджан (1918), Албания (1920), Туркменистан (1924), Казахстан (1924), Турция (1930) и Мальдивы (1932).
Наиболее известные правительницы-мусульманки в России — ханша Сююмбике и касимовская правительница Фатима-Султан.

## Образ мусульманки в культуре
Тема женщины в исламском обществе затрагивается в ряде произведений искусства, в том числе фильмах Невеста из Дании (Турция), Школьные подруги (Россия, 2008), Снег (Босния, 2008 — призёр кинофестиваля Золотой минбар), Чужая (Германия, 2010 — Приз ассоциации европейских кинотеатров), одной из серий фильма «Париж, я люблю тебя» (Франция-Германия, 2006), Во имя бога (Пакистан, 2007), Похищенная (Индия, 2003), Клон (Бразилия, 2001), Забивание камнями Сорайи М. (США, 2008), Развод Надера и Симин (Иран, Франция, 2011), Мустанг (Турция, Франция, Германия, Катар, 2015), в романе Р. Гюнтекина «Королёк — птичка певчая» (Турция), в документальной повести Дж. П. Сэссон «Принцесса. Правдивая история жизни под чадрой в С. Аравии», в стихотворении Р. Подунова «Мусульманка».